# Fissidens cagoui
Fissidens cagoui là một loài Rêu trong họ Fissidentaceae. Loài này được Muller, Frank, Pursell & Brugg.-Nann. mô tả khoa học đầu tiên năm 2003.